# 浙江日报

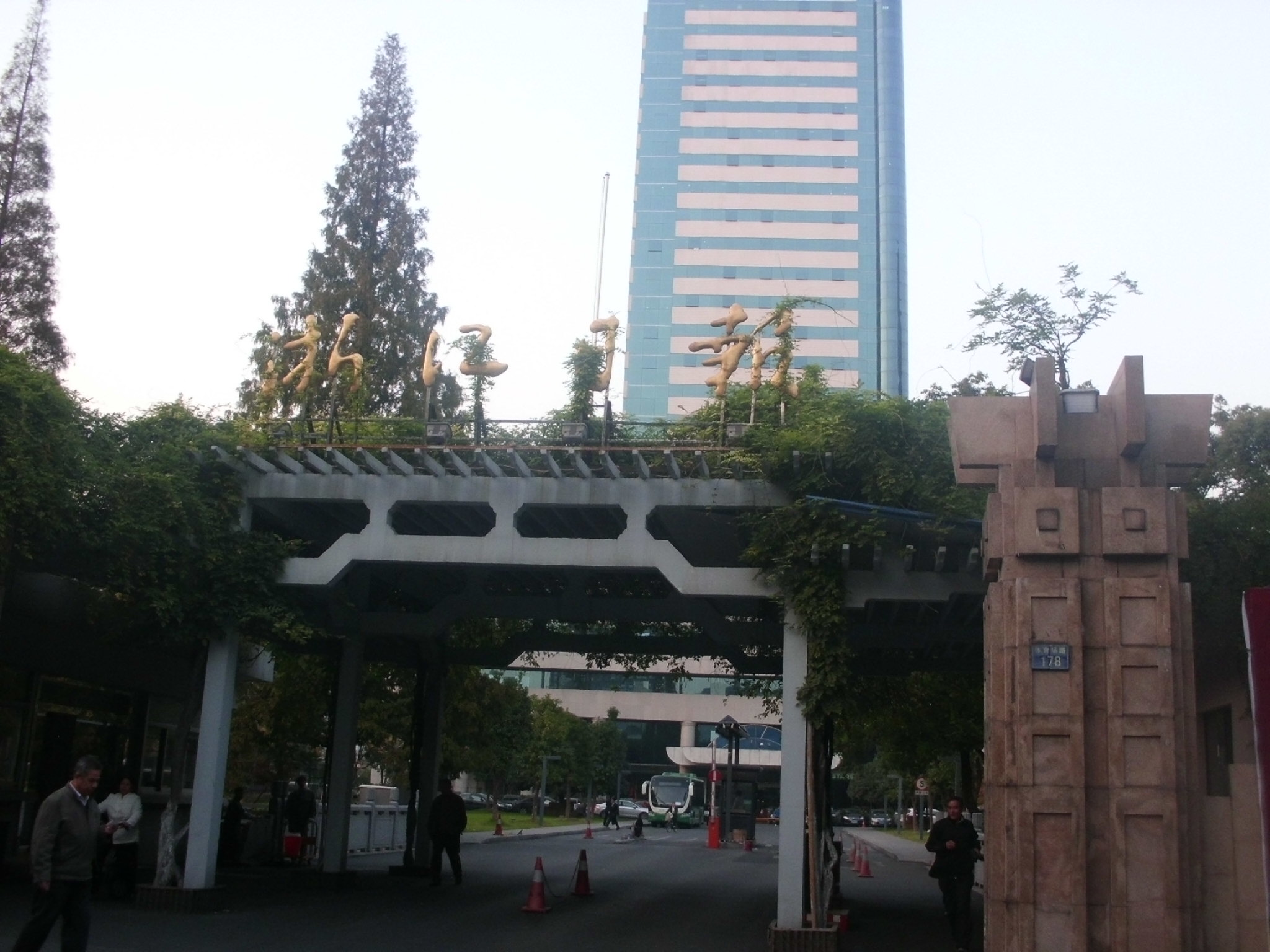
浙江日报社大门

《浙江日报》是中华人民共和国的一份报纸，于1949年5月9日创刊，现为中共浙江省委机关报，由浙江日报报业集团（浙江日报社）出版。其发行量一直位居中国大陆各省级党委机关报前列。

## 报头
与中国大陆其他省级党委机关报不同，《浙江日报》的报头使用鲁迅的集字墨迹。在1970年代后期，《浙江日报》还使用过华国锋题写的报头。

## 历史
1949年5月3日，中国人民解放军进驻杭州，杭州解放。解放军某部一个加强排于当日下午进驻原由中国国民党CC派控制的东南日报社，对文书档案室、厂房、仓库等重要场所贴上封条。5月7日，中国人民解放军杭州市军事管制委员会派军代表赵扬带领30余人组成的南下新闻小分队，正式接管东南日报社，同时积极筹备创办《浙江日报》。5月9日，《浙江日报》创刊，是浙江历史上第一张在全省范围内公开出版发行的中共党报。报社社址初设杭州众安桥（原东南日报社旧址），当时的办公设施相对简陋，靠一只仅有的铁壳收音机抄收电讯，以手工排字和旧式印刷设备印刷出版。
1955年至1965年，《浙江日报》集中宣传工业“大跃进”。1961年，该报全体采编人员检查了一些“界限不清、内容错误”的报道，同时进行了深入的探讨和改革。
文化大革命爆发后，《浙江日报》发展停滞。1966年12月29日凌晨，《浙江日报》遭到“造反派”组织冲击，由此该报遭到休刊。休刊期间，每天编发《新华电讯》。1967年1月6日，原总编辑于冠西被撤职，原领导班子成员被“隔离审查”。同年1月10日，《浙江日报》被“造反派”夺取了办报的权利。1969年9月，浙江省革命委员会决定自10月1日起，《浙江日报》为省革命委员会的机关报。1973年10月，浙江日报社从众安桥旧址迁到体育场路新址，随之办公楼和印刷厂的面积扩大。
1976年10月粉碎四人帮后，《浙江日报》恢复为中共浙江省委机关报。中共十一届三中全会结束后，《浙江日报》进入了新的历史时期，作出了一系列的新闻改革，提出报纸宣传要“加重、搞活”，新闻要追求“短、新、快、活、真”。1980年代后，《浙江日报》先后创办了多份报刊，如《经济生活报》（后改为《今日早报》、《共产党员》、《钱江晚报》、《公共关系报》、《新闻实践》杂志、《美术报》、《浙江日报·钱塘周末》、《之江晨报》、《平安时报》、《家庭教育导报》等。2000年6月25日，以《浙江日报》为龙头的浙江日报报业集团正式成立。
1993年，《浙江日报》从对开4版扩为对开8版。1994年起，每周六增出《周末文荟》（对开8版）。1997年再次扩版至12版，后4版的大周刊实现彩色印刷。2000年6月25日，为庆祝浙江日报报业集团成立，《浙江日报》再次改版、扩版，同时实现彩印，版面从原来的每周60版扩至72版。此后该报进行了多次改版。
2018年，报纸入选2017年全国百强报纸推荐名单。

## 内容
《浙江日报》现日均版面12版左右。该报主要以新闻内容为主，另推出一系列的专栏。较著名的专栏有：
- 《钱江浪花》（已停办）：该专栏于2000年11月6日创办，由时任社长陈敏尔向时任浙江省委书记张德江提议指导与开辟。该专栏主要对区域特色经济、企事业单位和优秀人物的系列报道，以“展示浙江人民的创造精神”。陳敏爾本人亦以署名「本報記者陳敏爾」在該專欄撰文兩篇[4][6][7]。
- 《钱塘江》：为该报的一个文艺副刊[8]。
- 《之江新语》：开办于2003年2月25日，是该报在其头版开办的一个专题栏目，由时任中共浙江省委书记习近平（署名“哲欣”）撰写。
- 《之江观察》：开办于2013年1月24日，是该报的一个评论专栏，旨在阐释各级党委和政府的中心工作，以及重大新闻事件的评论[9]。

## 发行
《浙江日报》创刊时，创刊号共发行8000份。根据平均期发量统计，1949年为2万份，1959年16.6万份，1979年为48.7万份，1988年达60万份。后因各类报纸迅速增加，而出现较大回落。1990年代后又逐年增长，至2000年达到47万份，此后发行量一直位居中国大陆各省级党委机关报前列。起初《浙江日报》仅在国内发行，自1980年1月1日起，《浙江日报》向港澳地区和国外发行。
《浙江日报》在浙江省内各地级市设立分印点，使得全省各地都能看到当天出版的《浙江日报》。

## 新媒体
《浙江日报》于1999年6月创办网站，此后发展成为浙江在线网站。另外还办有“浙江新闻”客户端。